# Championnats d'Afrique de badminton 1980
Navigation
Kumasi 1979 Lagos 1982
Les championnats d'Afrique de badminton 1980, deuxième édition des championnats d'Afrique de badminton, se déroulent du 22 au 25 juin 1980 à Beira, au Mozambique
Quatre épreuves sont organisées : le double mixte, l'épreuve par équipes messieurs, l'épreuve par équipe dames et l'épreuve par équipes juniors. 
Le Nigeria remporte trois des quatre épreuves, le double mixte et les épreuves par équipes messieurs et juniors.